# کریستین گریم
کریستین گریم (انگلیسی: Christian Grimm؛ زادهٔ ۴ فوریهٔ ۱۹۸۷) بازیکن فوتبال اهل آلمان است.